# Evangelische Kirche Unterhaus

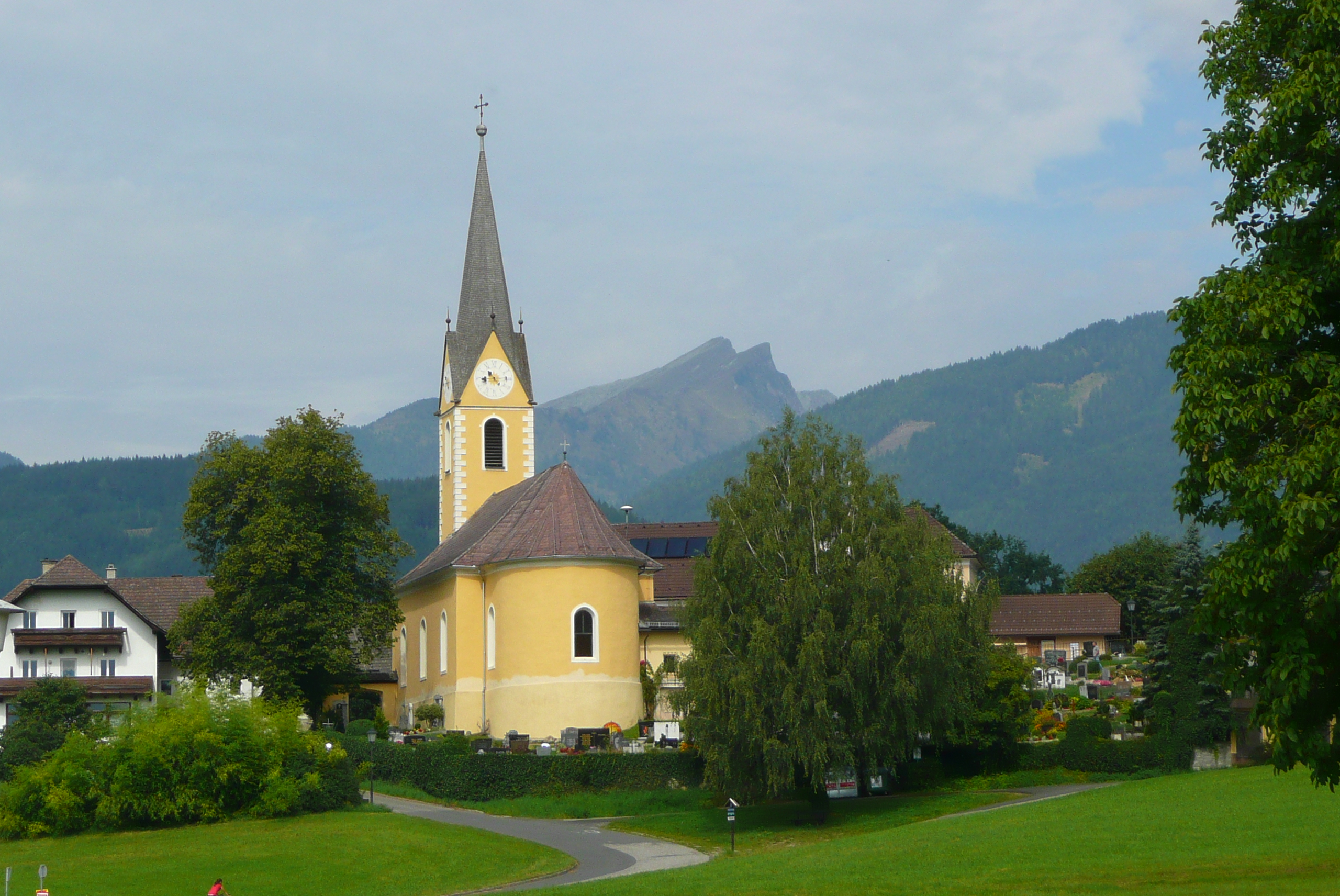
Die Evangelische Kirche Unterhaus

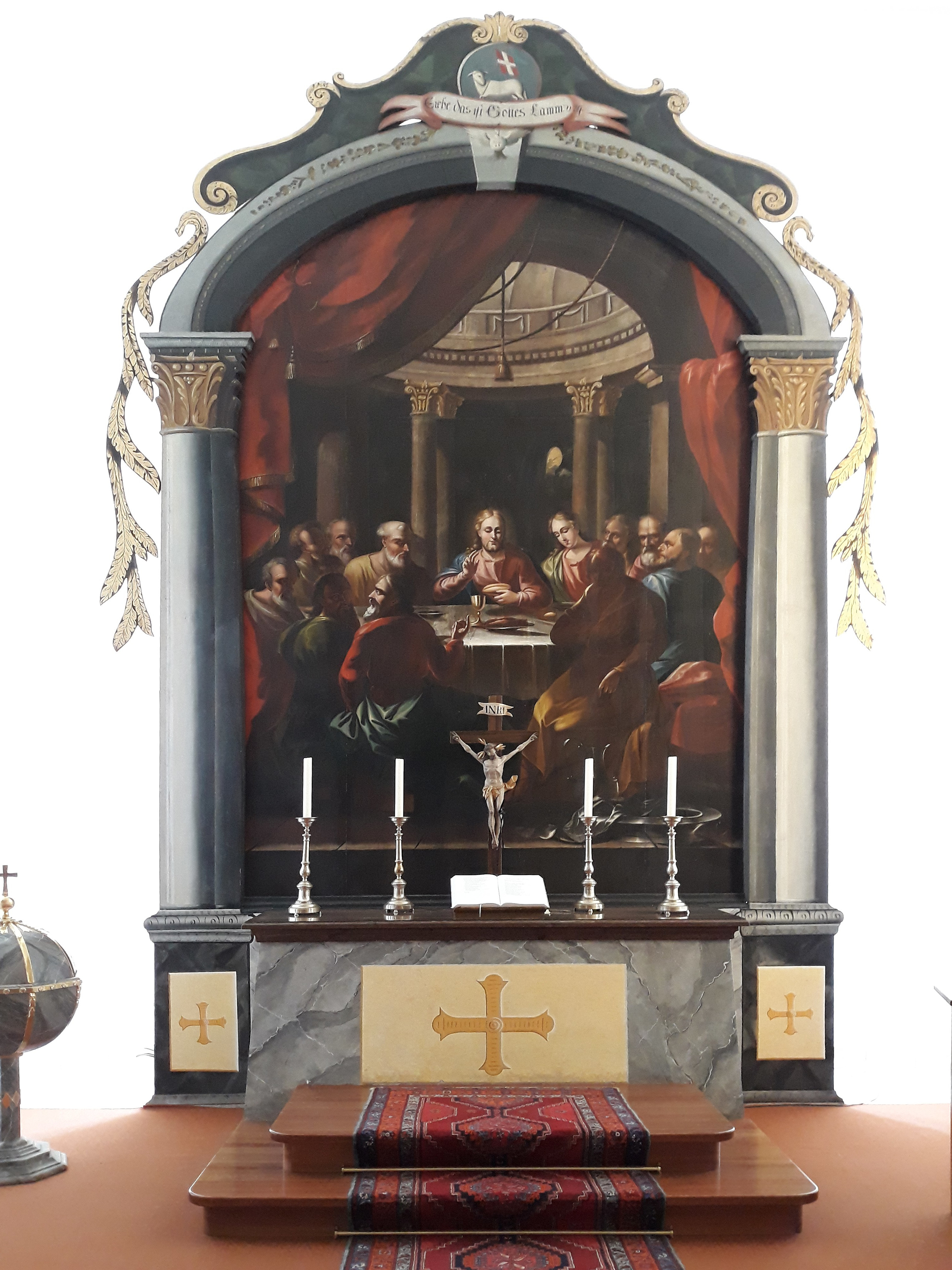
Altar

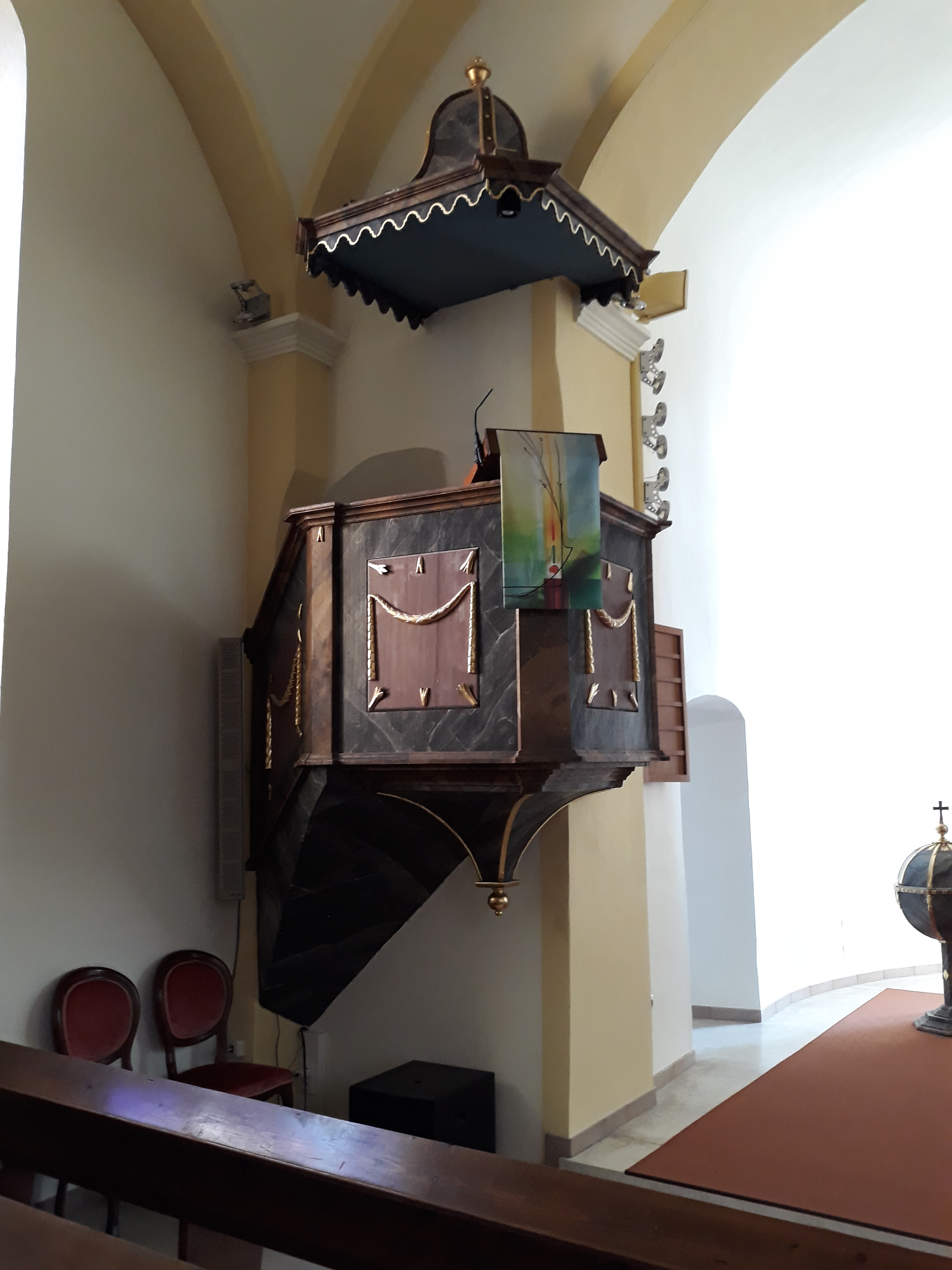
Kanzel

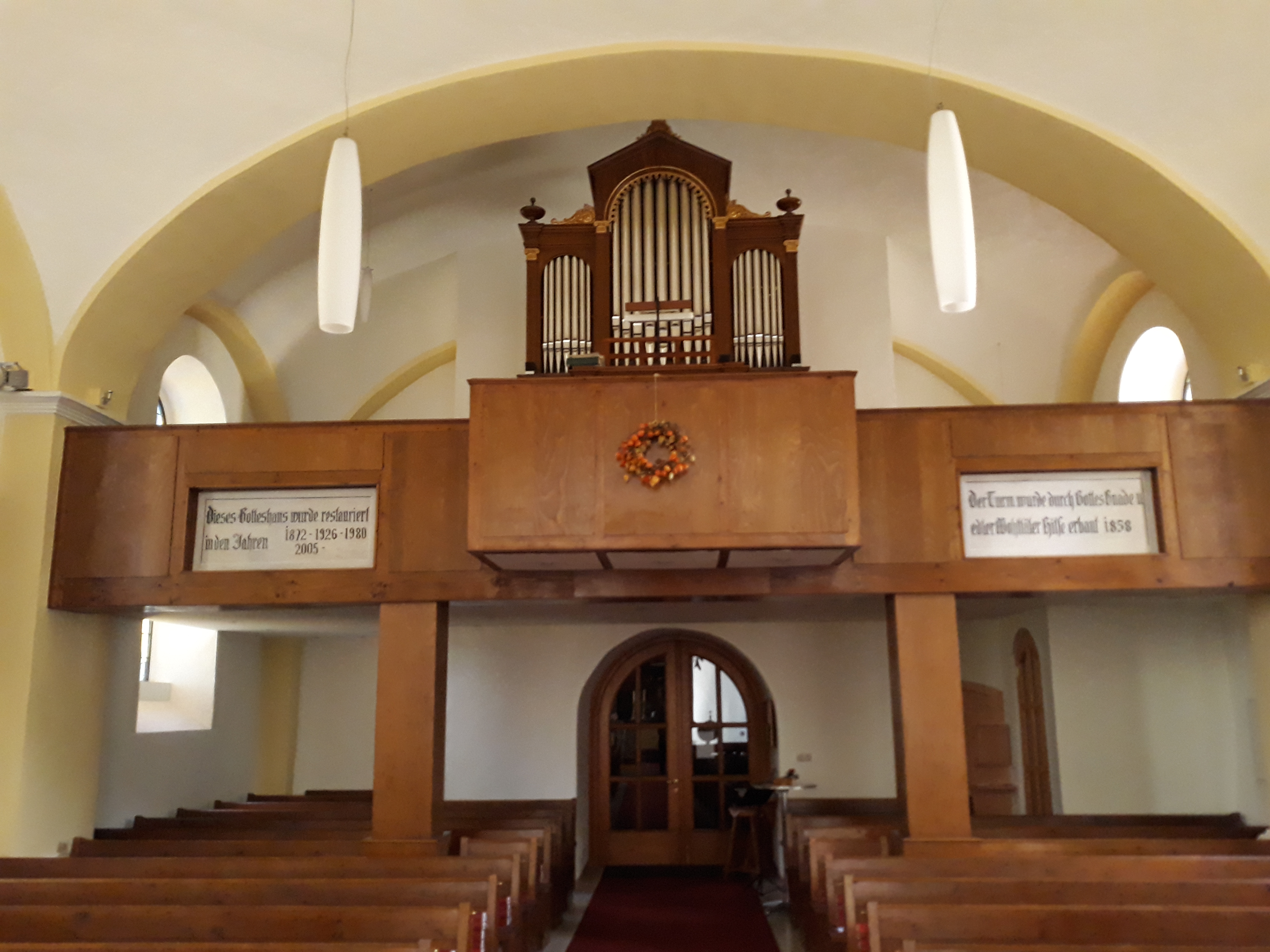
Orgel

Die Evangelische Kirche Unterhaus ist die evangelische Pfarrkirche im Ort Unterhaus in der Gemeinde Seeboden.
Die Kirche steht unter Denkmalschutz (Listeneintrag).

## Gemeinde
Die Toleranzgemeinde errichtete 1783 ein hölzernes Bethaus, das der derzeitigen Kirche wich. Die Pfarre ist seit 1875 selbständig.

## Bauwerk
Das Toleranzbethaus wurde 1828 gebaut. Die Kirche besteht aus dem dreijochigen Langhaus mit Gurtbögen und einer Apsis. Der Altar steht frei in der Apsis mit einer Darstellung des Abendmahls. Die Kanzel ist spätklassizistisch. Der Fassadenturm stammt von 1858.
Renovierungen erfolgten 1872, 1926, 1980 und 2005.

## Ausstattung

### Orgel
Auf der Empore befindet sich eine Kucher-Orgel mit neun Registern auf einem Manual und Pedal aus dem Jahr 1903.
| Manual C–f3 |                  |       |
| 1.          | Principal        | 8′    |
| 2.          | Gedackt          | 8′    |
| 3.          | Viola di Gamba   | 8′    |
| 4.          | Salicional       | 8′    |
| 5.          | Oktave           | 4′    |
| 6.          | Flöte Harmonique | 4′    |
| 7.          | Sesquialter      | 2 ⁄3′ |

| Pedal C–d1 |           |     |
| 8.         | Subbass   | 16′ |
| 9.         | Cellobass | 8′  |

- Koppel: Man/P
- Spielhilfen: Feste Kombination als Tritte: Plenum, Mezzoforte